# Saint-Aubin-le-Cloud
Saint-Aubin-le-Cloud település Franciaországban, Deux-Sèvres megyében. Lakosainak száma 1662 fő (2022. január 1.). Saint-Aubin-le-Cloud Adilly, Azay-sur-Thouet, Châtillon-sur-Thouet, Fénery, Pougne-Hérisson, Secondigny és Le Tallud községekkel határos.

## Népesség
A település népessége az elmúlt években az alábbi módon változott:
| Lakosok száma | 1752 | 1764 | 1878 | 1771 | 1739 | 1714 | 1688 | 1677 | 1662 |
|               | 2013 | 2015 | 2016 | 2017 | 2018 | 2019 | 2020 | 2021 | 2022 |